# ليبتوكاريا
ليبتوكاريا (Λεπτοκαρυά) هي مدينة في بيريا في مقاطعة فوريا إلادا في اليونان.